# Arnaldo Espínola
Arnaldo Espínola, de son vrai nom Arnaldo Andrés Espínola Benítez, né le 5 mars 1975, (ou le 3 mai selon d'autres sources) à Asuncion (Paraguay), est un footballeur paraguayen.

## Biographie
Il participe à la Copa América 1997 et compte trois sélections entre 1996 et 1999.

## Carrière
- 1994 - 1996 : Internacional ( Brésil)
- 1997 : Sportivo Luqueño ( Paraguay)
- 1997 - 1998 : Internacional ( Brésil)
- 1999 : Cruzeiro ( Brésil)
- 1999 - 2001 : Internacional ( Brésil)
- 2001 - 2002 : Guarani ( Brésil)
- 2002 - 2003 : Libertad ( Paraguay)
- 2004 : Universidad de Chile ( Chili)
- 2005 : Cerro Porteño ( Paraguay)
- 2006 : Huachipato ( Chili)
- 2007 : Talleres de Córdoba ( Argentine)
- 2007 - 2009 : Nacional ( Paraguay)
- 2009 : Sportivo Luqueño ( Paraguay)

## Palmarès
- Champion du Paraguay en 2003 avec le Club Libertad
- Champion du Chili en 2004 (Tournoi d'ouverture) avec l'Universidad de Chile
- Champion du Paraguay en 2005 avec le Cerro Porteño
- Champion du Paraguay en 2009 (Tournoi d'ouverture) avec le Sportivo Luqueño